# 横山町 (瀬戸市)
横山町（よこやまちょう）は、かつて愛知県瀬戸市效範連区にあった町名。

## 地理
- 瀬戸市の西部に位置していた。西を東春日井郡旭町、北を西山町・南山町、東を平町・川北町、南を田端町・川西町と隣接していた。
- 現在の平町1・3丁目、南山町2丁目、田端町1・2丁目、西山町1丁目、川北町1・2丁目、川西町2丁目のそれぞれ一部にあたる[1][2]。

## 歴史

### 町名の由来
この地はかつて大字今字横山の一部であり、町名設定の際に旧字名を町名にしたと推察される。

### 沿革
- 1943年（昭和18年）8月9日 - 瀬戸市大字今字横山の一部により、同市横山町として成立[3]。
- 1966年（昭和41年）3月10日 - 町域の一部が南山町・田端町・平町・西山町・川北町となる[1]。
- 1968年（昭和43年）4月15日 - 町域の残部が西山町・川西町となり、廃止[2]。

## 交通

### 鉄道
名鉄瀬戸線 ： 町の中央部を東西に走っていた。最寄り駅は水野駅だった。

### 道路
愛知県道61号名古屋瀬戸線 ： 町の南部を東西に走っていた。